# Autozam AZ-1
Die Pkw-Modelle Autozam AZ-1 und Suzuki Cara (PG6SS) sind baugleiche zweisitzige Sportcoupés mit Stufenheck, welche als Kei-Car konzipiert waren. Hersteller und Entwickler beider Fahrzeugmodelle war Suzuki. Der AZ-1 wurde unter der Mazda-Automobilmarke Autozam etabliert. Designer war Tatsumi Fukunaga, welcher das Coupé als Suzuki RS/3 vorstellte. Das  Fahrzeug wurde auch als Mazda AZ-550 und Mazdaspeed A-spec (PG6SA) produziert.
Je nach Markt gab es das Modell mit rechtsseitiger oder linksseitiger Lenkung. Den Suzuki Cara hingegen gab es nur auf dem japanischen Markt. Als Motorisierung kam ein Ottomotor des Types F6A mit einem Hubraum von 657 cm³ sowie einer Leistung von 47 kW zum Einsatz. Die Sportversion des AZ-1 brachte Spartan Microsports im WRC-Stil auf den Markt, welcher dem des Ford Escort ’86 ähnelte. Eine weniger aggressivere Version hingegen stellte der Mazdaspeed A-spec. Suzuki ließ diesen als Heckantrieb fungieren. Sowie die Motorisierung entstammt auch der technische Aufbau vom Autozam Carol. Der Verkauf startete im September 1992 als Autozam AZ-1 und Mazda AZ-550. Die Suzuki-Version hingegen wurde erst am 27. Januar 1993 auf dem japanischen Markt eingeführt. Alternativ erhielt der Cara Motoren aus dem Suzuki Cultus.
Bis zum Produktionsende der beiden Modellversionen im Dezember 1995 wurden insgesamt 4392 Einheiten des Autozam AZ-1 / Mazda AZ-550 und 531 Einheiten des Suzuki Cara hergestellt.

## Lizenzversionen

### Ramble Guinea Chetha / M2 1014
Auf der Tokyo Motor Show 1993 präsentierte der japanische Automobilhersteller Ramble Guinea seine SUV-Version namens Chetha. Dieser hatte eine überarbeitete Karosserie. Entsprechend dem Einsatzgebiet wurden als Scheinwerfer separate auf dem Kofferraumdeckel angebrachte Leuchten verwendet.

### M2 1015
Der M2 1015 des Mazda-Unternehmens M2 basierte auf der Mazdaspeed-Version. Das Modell bot zusätzliche Nebelleuchten und einen anderen Heckspoiler. Insgesamt wurden 50 Einheiten dieser Version als Komplettfahrzeug hergestellt.

### CV-1 Striker EX
Bei dem CV-1 Striker EX handelt es sich um ein Einzelstück mit einer Überrollvorrichtung. 1994 kam diese Version in der japanischen Metal-Hero-Serie Blue SWAT der Asahi Television zum Einsatz. Fahrer dessen war Teamleiter Shou Narumi. Weitere Besonderheiten waren die Titanlegierung sowie die Verwendung von Wolfram- und Kohlenstofffasern für die Bewaffnung. Des Weiteren hat das Einzelstück Panzerglas und eine Gasturbine, welches das Vehikel auf eine Höchstgeschwindigkeit von 312 km/h beschleunigen kann.

### Abarth Scorpione
Der Scorpione ist ein weiteres auf dem AZ-1 basierendes Modell. Im Herbst 1996 wurde dies im Auftrag des japanischen Abarth-Sammlers Shiro Kosaka in Italien entworfen. Nur ein einziges Komplettfahrzeug des Modells wurde bislang montiert. Alle weiteren Teile werden seither vom Unternehmen Saburo Japan als Body-Kits verkauft.